# 全國摔角聯盟

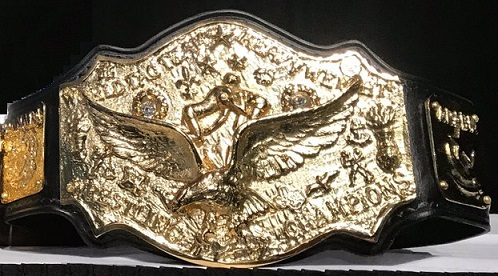
NWAWorldTagTitle2019

全國摔角聯盟（英語：National Wrestling Alliance，簡稱：NWA），美國的一個職業摔角推動機構，成立於1948年，曾透過其母公司Lightning One營運摔角比賽。
NWA成立之初是一群獨立職業摔角推廣組織所組成的管理機構，各推廣組織的負責人組成董事會。集團實行一套地區系統，認可各種錦標賽及一名世界冠軍，參與人才交流，並共同保護成員推廣組織的地區完整性。在1960年代之前，它是美國大多數職業摔角的管理機構。直到1980年代中期，它仍然是摔角界最大和最有影響力的機構。從那時起，由於競爭對手世界摔角聯盟（WWF，今世界摔角娛樂，WWE）的全國性擴張，大多數的原始成員推廣組織都停業了。
1993年9月，剩下的最大成員推廣組織，世界冠軍摔角（WCW）第二次也是最後一次離開 NWA。NWA繼續作為獨立推廣組織的一個鬆散聯盟。2002年6月至2007年5月間，NWA：衝擊摔角（NWA：TNA）獲得該聯盟世界重量級和世界雙打錦標賽的獨家授權。
2012年8月，NWA終止其成員機制，並開始將品牌授權給摔角推廣機構。2019年，NWA將轉變為單一的推廣機構。

## 伸延閱讀
- Tim Hornbaker. . ECW Press. 2007. ISBN 978-1-55022-741-3.
- Shaun Assael and Mike Mooneyham. . 2002. ISBN 1-4000-5143-6.

## 外部連結
- 官方网站